# Alberto Martins
Alberto de Sousa Martins (* 25. April 1945 in Guimarães, Braga) ist ein portugiesischer Politiker des Partido Socialista (PS), der unter anderem zwischen 1987 und 2019 Mitglied der Assembleia da República war. Er fungierte zudem von 1999 bis 2002 im Kabinett Guterres II als Minister für öffentliche Verwaltung und Staatsreform sowie zwischen 2009 und 2011 im Kabinett Sócrates II als Justizminister.

## Leben
Alberto de Sousa Martins absolvierte ein Studium der Rechtswissenschaften an der Universität Coimbra, welches er mit einem Lizenziat abschloss (Licenciatura em Direito), und war danach als Rechtsanwalt tätig. Am 19. Juli 1987 wurde er für die Sozialistische Partei PS (Partido Socialista) erstmals Mitglied des Parlaments (Assembleia da República) und vertrat in diesem bis zum 24. Oktober 2019 den Wahlkreis „Porto“ mit Ausnahme der sechsten Legislaturperiode (6. Oktober 1991 bis 27. Oktober 1999), als er den Wahlkreis „Braga“ vertrat. Während seiner Parlamentszugehörigkeit war er unter anderem Mitglied des Obersten Rates für Innere Sicherheit, 1995 Vorsitzender des parlamentarischen Ausschusses zur Untersuchung von Fragen der Ethik und Transparenz von Institutionen und Inhabern politischer Ämter sowie zwischen 1995 und 1999 Vorsitzender des Parlamentarischen Ausschusses für konstitutionelle Fragen, Rechte, Freiheiten und Garantien. Darüber hinaus gehörte er vom 22. Januar 1996 bis zum 24. Januar 2000 erstmals Mitglied der Parlamentarischen Versammlung des Europarates sowie zwischen 1997 und 1999 auch Vizepräsident der Parlamentarischen Versammlung der Westeuropäischen Union (WEU).
Am 25. Oktober 1999 übernahm Martins im Kabinett Guterres II das Amt als Minister für öffentliche Verwaltung und Staatsreform (Ministro da Reforma do Estado e da Administração Pública) und bekleidete dieses Amt bis zum 6. April 2002. Er gehörte zwischen dem 24. Juni 2002 und dem 6. Juni 2005 sowie erneut vom 23. Januar 2006 bis zum 25. Januar 2010 erneut der Parlamentarischen Versammlung des Europarates als Mitglied an. Nachdem er zwischen 2005 und 2009 Vorsitzender der Fraktion der Sozialistischen Partei in der Assembleia da República war, bekleidete er im Kabinett Sócrates II vom 26. Oktober 2009 bis zum 21. Juni 2011 den Posten des Justizministers (Ministro da Justiça). Nach seinem Ausscheiden aus der Regierung fungierte er zwischen 2011 und 2013 als Vorsitzender des Ausschusses für auswärtige Angelegenheiten und portugiesische Gemeinschaften und war im Anschluss von 2013 bis 2014 abermals Vorsitzender der Parlamentsfraktion der Sozialistischen Partei. Darüber hinaus war er zwischen dem 25. Januar 2016 und dem 8. Oktober 2017 wieder Mitglied der Parlamentarischen Versammlung des Europarates und dort auch zeitgleich Mitglied des Ausschusses für Recht und Menschenrechte. Für seine Verdienste erhielt er unter anderem 1999 das Großkreuz des Ordem da Liberdade und wurde ferner Großoffizier des Ordem Militar de Cristo.

## Veröffentlichungen
- A Peço a palavra, Coimbra 1969
- O mito do paraíso 2, Empresa de Publicidade Seara Nova, Lissabon 1977
- Novos direitos do cidadão, Publicações Dom Quixote, Lissabon 1994, ISBN 9-7220-1157-X
- Terceira via, Fenda, Lissabon 1999, ISBN 9-7285-2905-8
- Roteiros visuais no Brasil nos passos do barroco, ClaroEnigma, São Paulo 2015